# British Columbia Highway 93
Im Südosten British Columbias liegt der British Columbia Highway 93 Er stellt die Verlängerung des U.S. Highway 93 dar, der bereits in Arizona seinen Beginn hat. Der Highway hat in British Columbia eine Länge von 317 km, der Highway wird in Alberta als Highway 93 fortgesetzt, wobei ein Teilstück desselben auch unter dem Namen Icefields Parkway bekannt ist.

## Streckenverlauf
Der Beginn des Highways liegt an der Grenze zu Montana bei Roosville. Von dort verläuft er in nördlicher Richtung, nach 36 km mündet er südlich von Elko in den Highway 3. Die Straße verläuft in nordwestlicher Richtung, nördlich von Cranbrook teilen sich die Highways wieder. Während Highway 3, dort gemeinsam mit Highway 95, nach Westen führt, setzt Highway 93 seinen Verlauf Richtung Norden fort. Es erfolgt jedoch auf den folgenden 134 km eine gemeinsame Auszeichnung mit Highway 95. Die Route verläuft im Tal des Kootenay Rivers. Nördlich von Wasa wird der Kootenay River überquert und bis Canal Flats weiter gefolgt, dort verlässt die Route das Tal Richtung Nordwesten. Der Highway verläuft entlang des Westufers des Columbia Lakes nach Fairmont Hot Springs. Die Route verläuft nach Norden zum Windermere Lake, an dessen Ufer die Gemeinden Windermere und Invermere liegen. In der nachfolgenden Stadt Radium Hot Springs teilen sich Highway 93 und 95, der nach Nordwesten entlang des Columbia Rivers führt, wieder. Highway 93 führt nach Osten, um dort in den Kootenay-Nationalpark zu gelangen. Der Highway trifft wieder auf das Tal des Kootenay Rivers und folgt diesem nach Norden. Ab dem Vermilion Peak führt der Highway wieder nach Nordosten um am Vermilion Pass nach Alberta zu führen.